# Astronomiepark
Als Astronomiepark oder Astropark bezeichnet man Themenparks, die Astronomie im Gelände erfahrbar machen. Kombiniert sind sie meistens mit astronomischen Beobachtungsmöglichkeiten (Aufstellplätzen für Fernrohre, Leihgeräte), und verbreitet sind sie Sternwarten oder Planetarien angeschlossen. Typischerweise finden auch regelmäßig und zum Anlass besonderer astronomischer Ereignisse betreute Veranstaltungen und Schulungen statt. Astroparks werden auch für das Errichten von Modellen des Sonnensystems oder anderen astronomischen Modellen genutzt, die die immensen astronomischen Entfernungen maßstabsgetreu erfahrbar machen (siehe auch Planetenweg).
Im Kontext der Lichtverschmutzung hat sich das Konzept der Lichtschutzgebiete entwickelt, hier würden Astroparks von der  International Union for Conservation of Nature and Natural Resources (IUCN) typischerweise als DSAG-Kategorie 4 Dark Sky Outreach Site (urban/suburban oder rural) geführt – obschon bis heute nur vereinzelt Gebiete als solche registriert sind.
Beispiele:
- Astropark des Armagh Planetarium[1], in Armagh, Nordirland.
- Astropark des Hong Kong Space Museum im Chong Hing Water Sports Centre, Hongkong[2]
- Astronomiepark Ingolstadt[3]
- Freiluftplanetarium Sterngarten des Österreichischen Astrovereins am Georgenberg, Wien 23
- Il parco delle stelle des Osservatorio astronomico di Loiano, Emilia-Romagna, Bologna
- Cattle Point Urban Star Park, City of Victoria, Kanada (DSAG-Kategorie 4a-Lichtschutzgebiet mit 7 ha)